# Guy Klucevsek
Guy Klucevsek (* 26. Februar 1947 in New York City, New York; † 22. Mai 2025 in Staten Island, New York) war ein US-amerikanischer Akkordeonist und Komponist. Der souverän improvisierende, aber auch schwierige Partituren vom Blatt spielende Musiker gab der Modern Creative Music wichtige Impulse und führte vielfältige Traditionen von der Polka, der Country- und Balkanmusik in Richtung Avantgarde weiter.

## Leben
Klucevsek, Sohn slowenischer Einwanderer, geboren in New York und aufgewachsen in New Kensington, Pennsylvania, begann 1955, Akkordeon zu lernen und gründete mit 14 Jahren seine erste Band. Bis 1972 studierte er unter anderem am California Institute of the Arts Komposition bei Morton Subotnick, Gerald Shapiro und Robert Bernat. Dann agierte er zunächst als Musiker in Theater- und Ballettproduktionen, bevor er 1987 mit seinem Soloprojekt „Scenes from a Mirage“ auf sich aufmerksam machte, wo das Akkordeon zwar wie eine Orgel, ein Synthesizer oder ein Harmonium klang, die Klangfarben des Instrumentes aber nicht elektronisch bearbeitet wurden. Danach arbeitete er mit John Zorn und Bill Frisell, mit denen er zahlreiche Aufnahmen machte. Zu Beginn der 1990er Jahre legte er zwei avantgardistische Polkaalben vor. 1996 war er einer der Gründer des Accordion Tribe, mit dem er mehrfach auf Tournee war. Seit 1998 gehörte er zum Ensemble Charms of the Night Sky von Dave Douglas. Sein Bantam Orchestra leuchtete das Feld zwischen Modern Jazz und Neuer Musik aus. Weiterhin arbeitete er mit Alan Bern, Laurie Anderson, Elliott Sharp, Anthony Braxton, Amy Denio, Anthony Coleman, Doug Wieselman, dem Kronos Quartet und Phillip Johnston zusammen. Er führte auch Kompositionen von Pauline Oliveros, Alvin Lucier, Mary Ellen Childs, Fred Frith, William Duckworth, Aaron Jay Kernis, Jerome Kitzke, Stephen Montague, Somei Satoh und John Cage auf. Zusammen mit Volker Goetze legte er 2025 sein letztes Album Little Big Top (Motéma) vor.
Guy Klucevsek erlag 2025 im Alter von 78 Jahren einer langjährigen Krebserkrankung.

## Preise und Auszeichnungen
1995 und 2002 wurde er mit einer Bessie (New York Dance & Performance Award) ausgezeichnet; 1996 erhielt er für seine Musik zum Hörbuch Accordion Crimes einen der Publishers Weekly Listen Up Audiobook Awards.

## Diskografie (Auswahl)
- Manhattan Cascade (1991)
- Flying Vegetables of the Apocalypse (1991)
- Polka Dots and Laser Beams (1992)
- Who Stole the Polka? (1992)
- Citrus, My Love (1993)
- Transylvanian Softwear (1994)
- Stolen Memories (1996)
- Free Range Accordion (2000)
- Accordance (2001)
- Tales from the Cryptic (2003)
- The Well-Tampered Accordion (2005)
- Dancing on the Volcano (2009)
- Guy Klucevsek &  Volker Goetz: Little Big Top Quartet (Motéma Music, 2024), mit Jeff Hudgins, Doug Wieselman